# Severin Anton Averdonk
Severin Anton Averdonk, eigenlijk Anton Clemens Averdonk (1768 - 1817), was een Duitse rooms-katholieke priester en dichter, die de idealen van de Verlichting en de Franse Revolutie vertegenwoordigt.
Hij schreef in 1790 de tekst van de Kantate auf den Tod von Kaiser Joseph II (WoO 87), de rouwcantate die Ludwig van Beethoven componeerde na het overlijden van keizer Jozef II. Waarschijnlijk werkte hij opnieuw met Beethoven samen voor diens Kantate zur Erhebung von Leopold II (WoO 88) ter gelegenheid van de troonsbestijging van de opvolger, keizer Leopold II.

## Leven
Severin Anton Averdonk volgde het gymnasium in Bonn en deed examen met de hoogste lof. Hij volgde twee filosofische leergangen aan de universiteit en begon in 1789 met de studie theologie. Toen er opdracht werd gegeven voor een cantate die de rouwplechtigheid voor Joseph II luister moest bijzetten, werd daarvoor Averdonks elegische Ode auf den Tod Josephs und Elisens uitgekozen om als basis te dienen voor Beethovens compositie. Averdonk was een broer van de jonggestorven Johanna Helene Averdonk (1760-1789), zangeres aan het keizerlijke hof van Jozef II. Zij had les gehad van Beethovens vader, de tenor Johan van Beethoven. Aan deze connectie had diens zoon de compositieopdracht voor de cantates vermoedelijk te danken. Voor beiden was het een van hun vroegste werken: Averdonk was 22 en Beethoven 20 jaar oud. In zijn - als onbeholpen gekenschetste - cantatetekst gebruikt Averdonk beeldspraak die typisch is voor de Late Verlichting. Zo wordt de overleden keizer gelijkgesteld met de zon en met de "stralen van de godheid". Omdat de tekst van Beethovens huldigingscantate voor Leopold II dezelfde stilistische kenmerken heeft, wordt verondersteld dat ook die door Averdonk is geschreven.
Averdonk bleef als dichter actief, zodat aartshertog Maximiliaan Frans van Oostenrijk in 1791 geringschattend opmerkte dat hij "een tot priester opgeleide minnezanger" geworden was. Hij verhuisde naar de Elzas en werd priester in Uffholtz in de Vogezen, waar hij als voorzitter van de lokale Société des Amis de la Liberté et de l'Egalité de idealen van de Franse Revolutie uitdroeg. Hij schreef ook artikelen voor het Jacobijnse tijdschrift Argos van zijn leermeester Eulogius Schneider.
- Bibliothèque nationale de France: cb14794382r (data)
- Gemeinsame Normdatei: 1173717625
- International Standard Name Identifier: 0000 0003 6698 0745
- Library of Congress Control Number: no2001036223
- MusicBrainz: 3edbcd1f-a32b-4c60-929f-81b37b499309
- Virtual International Authority File: 231346436
- WorldCat: E39PBJB48b9pYTD9gqjk8X3mh3